# Brian O'Connor
Brian Robert O'Connor is een Amerikaanse muzikant uit de Palm Desert Scene. Hij werd bekend als bassist van de band Eagles of Death Metal.

## Biografie
O'Connor is opgegroeid in het plaatsje Carrolls tussen Kalama en Kelso in de staat Washington. Hij woont in Joshua Tree in Californië.
In 2010 werd er kanker bij O'Connor geconstateerd. Er werd geld in gezameld door bandleden van onder meer Eagles of Death Metal, Queens of the Stone Age, Them Crooked Vultures en Rage Against The Machine. Tijdens de periode dat O'Connor niet live kon spelen werd hij vervangen door Dean Fertita, die ook in bands als The Dead Weather en Queens of the Stone Age speelt.

## Discografie

### MetEagles of Death Metal
| Jaar | Titel              | Opmerkingen |
| ---- | ------------------ | ----------- |
| 2006 | "Death By Sexy..." | Basgitaar   |
| 2008 | "Heart On"         | Basgitaar   |

### MetUnkle
| Jaar | Titel              | Opmerkingen |
| ---- | ------------------ | ----------- |
| 2007 | "Nights Temper EP" | Basgitaar   |
| 2007 | "War Stories"      | Basgitaar   |

### Overig
| Jaar | Titel                                         | Opmerkingen |
| ---- | --------------------------------------------- | ----------- |
| 2003 | "Desert Sessions - Volumes 9 & 10"            | Basgitaar   |
| 2004 | "Axis of Justice - Concert Series - Volume 1" | Basgitaar   |
| 2006 | "Peaches - Impeach My Bush"                   | Basgitaar   |
| 2008 | "Chris Goss - Rancho De La Luna Sessions"     | Basgitaar   |